# Australian Open 2020
De 108e editie van het Australische grandslamtoernooi, het Australian Open 2020, werd gehouden tussen 20 januari en 2 februari 2020. Het toernooi in het Melbourne Park te Melbourne was de 94e editie voor de vrouwen.
Bij zowel het enkelspel voor de mannen als dat voor de vrouwen begon het toernooi op de twintigste van januari. Bij beide dubbelspelen startte het toernooi twee dagen later en het gemengd dubbelspel begon pas op de vierentwintigste. De finale van het vrouwendubbelspel werd op vrijdag de eenendertigste gespeeld. De finales van het vrouwenenkelspel en het gemengd dubbelspel vonden op zaterdag één februari plaats. Het toernooi werd afgesloten met de finales van het mannendubbelspel en het mannenenkelspel op zondag twee februari.
In het mannenenkelspel was de Serviër Novak Đoković de titelverdediger, bij de vrouwen was dat de Japanse Naomi Osaka. In het dubbelspel waren bij de mannen de Fransen Pierre-Hugues Herbert en Nicolas Mahut de titelhouders, bij de vrouwen de Australische Samantha Stosur en de Chinese Zhang Shuai en in het gemengd de Tsjechische Barbora Krejčíková en de Amerikaan Rajeev Ram.
Het mannenenkelspel werd gewonnen door de Servische titelverdediger Novak Djokovic, zijn zeventiende grandslamtitel en zijn achtste op het Australian Open. Het vrouwenenkelspel werd gewonnen door de Amerikaanse Sofia Kenin, haar eerste grandslamtitel. Het mannendubbelspel werd gewonnen door de Amerikaan Rajeev Ram en de Brit Joe Salisbury, voor beiden hun eerste grandslamtitel. In het vrouwendubbelspel ging de titel naar de Hongaarse Tímea Babos (haar derde grandslamtitel in het dubbelspel) en Française Kristina Mladenovic (haar vierde grandslamtitel). In het gemengd dubbelspel ging de titel naar de Tsjechische Barbora Krejčíková en de Kroaat Nikola Mektić, voor haar de tweede en voor hem de eerste titel in het gemengd dubbelspel.

## Toernooikalender
| Australian Open    | januari 2020 | januari 2020 | januari 2020 | januari 2020 | januari 2020 | januari 2020 | januari 2020 | januari 2020 | januari 2020 | januari 2020 | januari 2020 | januari 2020 | februari 2020 | februari 2020 |
| Australian Open    | maa 20       | din 21       | woe 22       | don 23       | vrĳ 24       | zat 25       | zon 26       | maa 27       | din 28       | woe 29       | don 30       | vrĳ 31       | zat 1         | zon 2         |
| ------------------ | ------------ | ------------ | ------------ | ------------ | ------------ | ------------ | ------------ | ------------ | ------------ | ------------ | ------------ | ------------ | ------------- | ------------- |
| mannenenkelspel    | 1e ronde     | 1e ronde     | 2e ronde     | 2e ronde     | 3e ronde     | 3e ronde     | 4e ronde     | 4e ronde     | kwartfinale  | kwartfinale  | halve finale | halve finale |               | finale        |
| vrouwenenkelspel   | 1e ronde     | 1e ronde     | 2e ronde     | 2e ronde     | 3e ronde     | 3e ronde     | 4e ronde     | 4e ronde     | kwartfinale  | kwartfinale  | halve finale |              | finale        |               |
| mannendubbelspel   |              |              | 1e ronde     | 1e ronde     | 2e ronde     | 2e ronde     | 3e ronde     | 3e ronde     | kwartfinale  |              | halve finale |              |               | finale        |
| vrouwendubbelspel  |              |              | 1e ronde     | 1e ronde     | 2e ronde     | 2e ronde     | 3e ronde     | 3e ronde     | kwartfinale  | halve finale |              | finale       |               |               |
| gemengd dubbelspel |              |              |              |              | 1e ronde     | 1e ronde     | 1e ronde     | 2e ronde     | 2e ronde     | kwartfinale  | kwartfinale  | halve finale | finale        |               |

## Enkelspel

### Mannen
Titelverdediger was Novak Đoković, hij slaagde erin zijn titel te verlengen tegen Dominic Thiem.

### Vrouwen
Titelverdedigster was Naomi Osaka – in de derde ronde werd zij uitgeschakeld door Cori Gauff. Sofia Kenin won het toernooi – in de finale versloeg zij Garbiñe Muguruza.

## Dubbelspel

### Mannendubbelspel
Titelverdedigers waren Pierre-Hugues Herbert en Nicolas Mahut, zij sneuvelden al in de eerste ronde tegen Simone Bolelli en Benoît Paire. Rajeev Ram en Joe Salisbury versloegen in de finale de thuisspelers Max Purcell en Luke Saville.

### Vrouwendubbelspel
De titelverdedigsters waren Samantha Stosur en Zhang Shuai, maar zij speelden niet samen – geen van beiden wist haar openingspartij te winnen. Het duo Tímea Babos en Kristina Mladenovic won het toernooi – in de finale versloegen zij het koppel Hsieh Su-wei en Barbora Strýcová.

### Gemengd dubbelspel
Van de titelhouders Barbora Krejčíková en Rajeev Ram had de laatste zich niet voor deze editie van het toernooi ingeschreven. Krejčíková verlengde haar titel, met Nikola Mektić aan haar zijde – in de finale versloegen zij Bethanie Mattek-Sands en Jamie Murray.

## Kwalificatietoernooi (enkelspel)
Algemene regels – Aan het hoofdtoernooi (enkelspel) zullen bij de mannen en vrouwen elk 128 tennissers meedoen. De 104 beste mannen en 104 beste vrouwen van de wereldranglijst die zich inschrijven, worden rechtstreeks toegelaten. Acht mannen en acht vrouwen krijgen van de organisatie een wildcard. Voor de overige ingeschrevenen resteren dan nog zestien plaatsen bij de mannen en zestien plaatsen bij de vrouwen in het hoofdtoernooi – deze plaatsen worden via het kwalificatietoernooi ingevuld. Aan dit kwalificatietoernooi doen nog eens 128 mannen en 128 vrouwen mee – er worden drie kwalificatieronden gespeeld.
Het kwalificatietoernooi werd gespeeld van dinsdag 14 tot en met zaterdag 18 januari 2020.
De volgende deelnemers aan het kwalificatietoernooi wisten zich een plaats te veroveren in de hoofdtabel:

### Mannenenkelspel
1. Dennis Novak
2. Tallon Griekspoor
3. Christopher Eubanks
4. Elliot Benchetrit
5. Mario Vilella Martínez
6. Mohamed Safwat
7. Ilja Ivasjka
8. Quentin Halys
9. Marco Trungelliti
10. Norbert Gombos
11. Daniel Elahi Galán
12. Pedro Martínez
13. Max Purcell
14. Alejandro Tabilo
15. Ernests Gulbis
16. Peter Gojowczyk

### Vrouwenenkelspel
1. Ann Li
2. Nao Hibino
3. Johanna Larsson
4. Barbora Krejčíková
5. Anna Kalinskaja
6. Kaja Juvan
7. Leylah Fernandez
8. Shelby Rogers
9. Martina Trevisan
10. Caty McNally
11. Monica Niculescu
12. Ljoedmila Samsonova
13. Greet Minnen
14. Elisabetta Cocciaretto
15. Harriet Dart
16. Antonia Lottner

### Belgen in het kwalificatietoernooi
Er waren twee vrouwelijke deelnemers:
1. Ysaline Bonaventure – tweede ronde, verloor van Martina Trevisan
2. Greet Minnen – kwalificeerde zich voor het hoofdtoernooi

Eén man deed mee:
1. Kimmer Coppejans – derde ronde, verloor van Christopher Eubanks

### Nederlanders in het kwalificatietoernooi
Er waren vier vrouwelijke deelnemers:
1. Richèl Hogenkamp – eerste ronde, verloor van Wang Xiyu
2. Lesley Pattinama-Kerkhove – tweede ronde, verloor van Lara Arruabarrena
3. Bibiane Schoofs – eerste ronde, verloor van Elisabetta Cocciaretto
4. Indy de Vroome – eerste ronde, verloor van Lara Arruabarrena

Er deden twee mannen mee:
1. Tallon Griekspoor – kwalificeerde zich voor het hoofdtoernooi
2. Botic van de Zandschulp – eerste ronde, verloor van Constant Lestienne

## Junioren
Meisjesenkelspel

Finale: Victoria Jiménez Kasintseva (Andorra) versloeg Weronika Baszak (Polen) met 5-7, 6-2, 6-2
Meisjesdubbelspel

Finale: Alexandra Eala (Filipijnen) en Priska Madelyn Nugroho (Indonesië) versloegen Živa Falkner (Slovenië) en Matilda Mutavdzic (VK) met 6-1, 6-2
Jongensenkelspel

Finale: Harold Mayot (Frankrijk) versloeg Arthur Cazaux (Frankrijk) met 6-4, 6-1
Jongensdubbelspel

Finale: Nicholas David Ionel (Roemenië) en Leandro Riedi (Zwitserland) versloegen Mikołaj Lorens (Polen) en Kārlis Ozoliņš (Letland) met 6-7, 7-5, [10-4]

## Rolstoeltennis
Rolstoelmannenenkelspel

Finale: Shingo Kunieda (Japan) versloeg Gordon Reid (VK) met 6–4, 6–4
Rolstoelvrouwenenkelspel

Finale: Yui Kamiji (Japan) versloeg Aniek van Koot (Nederland) met 6–2, 6–2
Quad-enkelspel

Finale: Dylan Alcott (Australië) won van Andy Lapthorne (VK) met 6-0, 6-4
Rolstoelmannendubbelspel

Finale: Alfie Hewett (VK) en Gordon Reid (VK) versloegen Stéphane Houdet (Frankrijk) en Nicolas Peifer (Frankrijk) met 4-6, 6-4, [10-7]
Rolstoelvrouwendubbelspel

Finale: Yui Kamiji (Japan) en Jordanne Whiley (VK) versloegen Diede de Groot (Nederland) en Aniek van Koot (Nederland) met 6-2, 6-4
Quad-dubbelspel

Finale: Dylan Alcott (Australië) en Heath Davidson (Australië) wonnen van Andy Lapthorne (VK) en David Wagner (VS) met 6-4, 6-3

## Uitzendrechten
De Australian Open was in Nederland en België exclusief te zien op Eurosport. Eurosport zond de Australian Open uit via de lineaire sportkanalen Eurosport 1 en Eurosport 2 en via de online streamingdienst, de Eurosport Player. Het commentaar op Eurosport 1 werd verzorgd door Kristie Boogert, Abe Kuijl, Mariëtte Pakker, Robbert Reimering én Raemon Sluiter. Het commentaar op Eurosport 2 werd verzorgd door Sabine Appelmans, Carlo Wilmots, Marc de Hous en Frank Balvers.